# أوسكار كوكس
أوسكار كوكس (بالبرتغالية: Oscar Alfredo Cox‏) (20 يناير 1880 بريو دي جانيرو في البرازيل - 6 أكتوبر 1931 بفرنسا في البرازيل) هو لاعب كرة قدم برازيلي في مركز الوسط. لعب مع نادي فلومينينسي.